# Liste von Wüstungen bei Brilon
Die Liste von Wüstungen bei Brilon enthält Wüstungen, die auf dem Gebiet der heutigen Stadt Brilon liegen. Sie erhebt keinen Anspruch auf Vollständigkeit.
Die hier aufgeführten Orte fielen im Mittelalter dem großen Wüstungsprozess zum Opfer. Nicht alle waren Dörfer, manche waren auch Einzelhöfe. Es handelte sich dabei wohl um einen schleichenden, langsamen Vorgang, der um 1300 einsetzte. Über die Gründe für das Verlassen der Orte gibt es unterschiedliche Theorien. Vermutet werden unter anderem die Anziehungskraft der Stadt Brilon, Pestepidemien und das Bedürfnis der Bewohner, in befestigten Städten Schutz zu suchen.
Einige dieser Wüstungen wurden in der Neuzeit neu besiedelt.
| Name                            | Beschreibung | Bild                                     |
| ------------------------------- | --- | ---------------------------------------- |
| Altenbrilon                     | beim neuen Friedhof Brilon                                                                                                   | Gedenkstein Altenbrilon                  |
| Am Frettholze                   | |                                          |
| Aspe                            | 1225 erwähnt; vermutlich westlich von Brilon; nicht identisch mit Aspe bei Marsberg                                          |                                          |
| Assinghausen auch Assinchusen   | Ässcher Höfchen zwischen Brilon und Scharfenberg; nicht identisch mit Assinghausen im Assinghauser Grund                     |                                          |
| Borghardsberge                  | die Stelle ist bezeichnet durch den Namen Borbergs Kirche                                                                    | Borbergskapelle, ehemals Borbergs Kirche |
| Boxen                           | |                                          |
| Bredenbeck                      | |                                          |
| Dederinghausen                  | |                                          |
| Desbeke                         | |                                          |
| Detwardinghausen                | vermutlich am Etzelsberg gegenüber dem Renzelsberg; Funde von mittelalterlichen Scherben und Spuren von Wallabgrenzungen     |                                          |
| Dinghausen                      | vor dem Bilstein in Richtung Brilon                                                                                          |                                          |
| Dorslon                         | 1100 und 1277 erwähnt |                                          |
| Düggeler                        | |                                          |
| Eickhoff                        | |                                          |
| Elderinghausen                  | |                                          |
| Elleren                         | bei Rixen |                                          |
| Essike                          | |                                          |
| Florem                          | 1313 erwähnt |                                          |
| Fülsenbeck                      | |                                          |
| Geilinghausen                   | auch Geilingen; wie Desbeke an der Nordseite des Bilsteins in Richtung Haus Romberg                                          |                                          |
| Glinden                         | auch Glindene; in Madfeld zwischen Almer Straße und Holzweg, Quellgebiet des Aabachs                                         |                                          |
| Hallinghausen                   | |                                          |
| Heddinghausen                   | |                                          |
| Hemberg                         | |                                          |
| Hemminghusen                    | auch Emminchusen; Hemmeker Bruch östlich der L 956 zwischen Madfeld und Bleiwäsche; Standort einer Kapelle                   |                                          |
| Hengesbeck                      | |                                          |
| Hilbringhausen                  | |                                          |
| Hof Hechlar                     | |                                          |
| Holteringhausen                 | in den Holtern zwischen Gretenberg und Windsberg                                                                             |                                          |
| Hondertat                       | |                                          |
| Hoyeshausen                     | an der Becke hinter dem Hoysser, jetzt Hölsterloh, nördlich von Gudenhagen in der Gegend des heutigen Golfplatzes bei Brilon |                                          |
| Hummelshausen                   | auch Humboldshausen; zwischen Buddenberg und Fersenberg an der Waldeckschen Grenze, östlich von Bontkirchen und Hoppecke     |                                          |
| Keffelke                        | | Keffelker Kapelle                        |
| Kneblinghausen                  | bei Wülfte |                                          |
| Kranewinkel                     | zwischen dem Eschenberg und dem östlichen Hang des Hängeberges                                                               |                                          |
| Krazinger Hof                   | bei Wülfte |                                          |
| Lederke                         | |                                          |
| Lehmekesbrok                    | auch Lehmkesbrok; westlich von Scharfenberg; um 1300 wüst                                                                    |                                          |
| Marklinghausen                  | 1338 erwähnt; in parochia thülen (in der Pfarrei Thülen)                                                                     |                                          |
| Meveringhausen                  | bei Gut Almerfeld |                                          |
| Oestlingen                      | auch Osning, Osningen; heutiges Madfeld                                                                                      |                                          |
| Ratmeringhausen                 | hinter dem Ratmerstein in Richtung Aamühlen                                                                                  |                                          |
| Richwardinghusen                | |                                          |
| Rodenberg                       | in der Düggeler Mark; Höfe, die zum Haupthof Lederke gehörten                                                                |                                          |
| Walberinghausen                 | auch Wulferinghausen, Wolmeringhausen oder Barmeringhausen; beim Weiler Lohe in der Pfarrei Alme                             |                                          |
| Weissinghausen                  | auch Weißinghusen; bei Gut Almerfeld                                                                                         |                                          |
| Wenster                         | bei Wülfte |                                          |
| Wersinghusen                    | auch Vressinghausen; am Papenschen Dorn (auch Padberger Turm)                                                                |                                          |
| Weveringhausen mit dem Dickhofe | zwischen Brilon und Alme |                                          |
| Wintersberg                     | auch Windsberg |                                          |
| Wulfferinchhusen                | westlich der L 956 zwischen Madfeld und Bleiwäsche auf dem Gebiet des Windparks                                              |                                          |